# Samlar kako
Samlar kako (tiếng Khmer: សម្លកកូរ, phát âm [sɑmlɑː kɑːkou]) là món canh truyền thống của Campuchia. Nó còn được coi là một trong những món ăn quốc gia của đất nước này. Samlar kako có nguyên liệu bao gồm kroeung xanh lá cây, prahok, cơm rang, cá trê, thịt lợn hoặc thịt gà, rau, trái cây và rau thơm.
Không giống như những món ăn Khmer khác, người ta có thể thưởng thức cả cái nồi chứa món này bởi vì đây là một bữa ăn tự cân bằng. Một số người thích gọi đây là món ăn chay vì cá và thịt được bỏ qua và thay thế bằng nước cốt dừa và rau.